# Weymann American Body Company

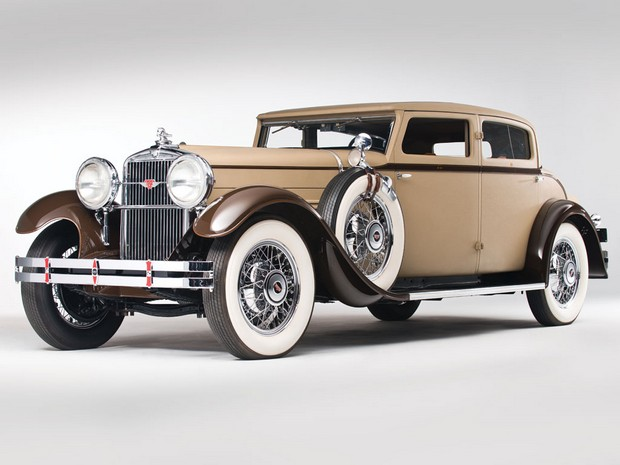
Stutz SV 16 von 1930

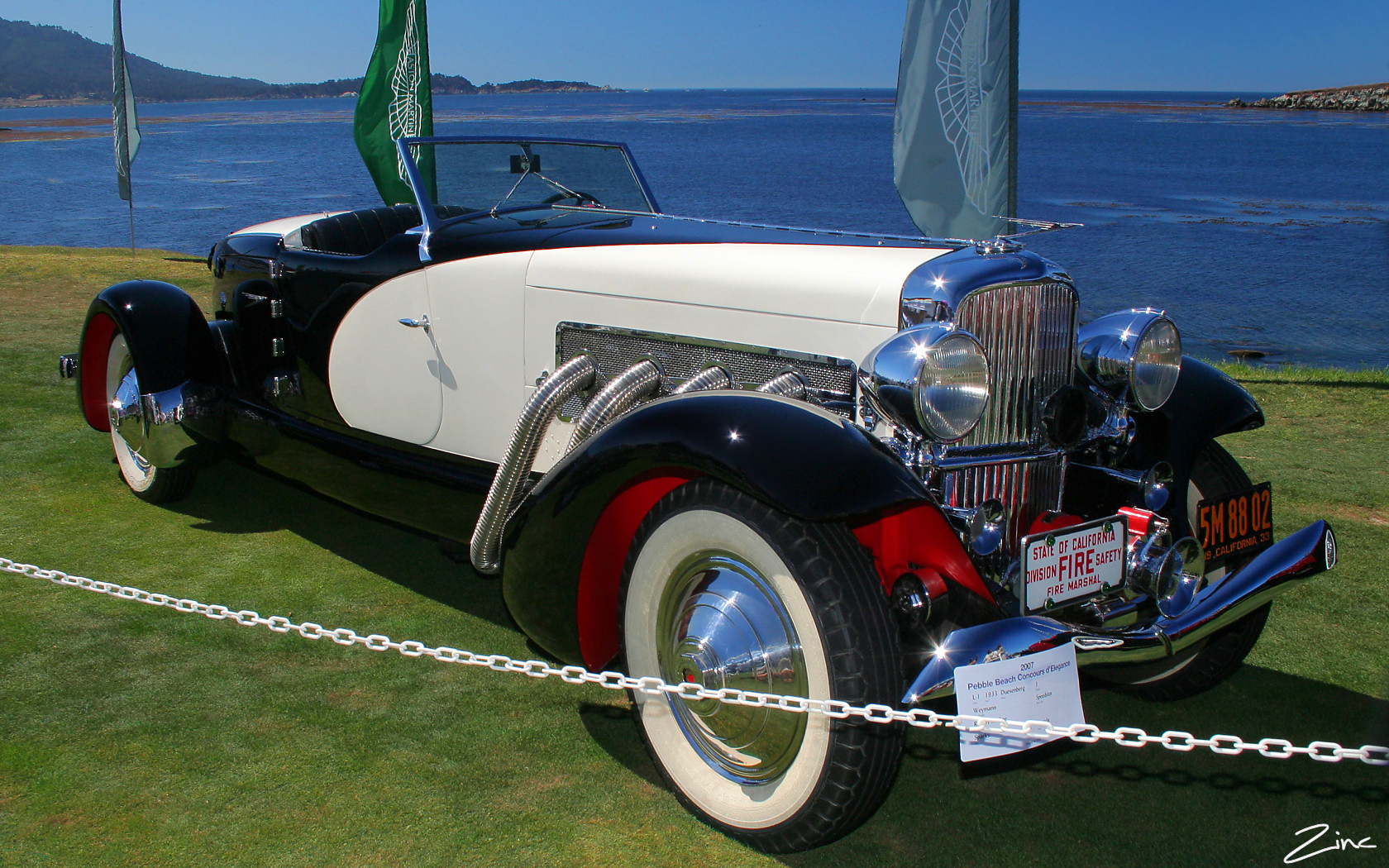
Duesenberg Modell J

Weymann American Body Company war ein US-amerikanisches Karosseriebauunternehmen.

## Unternehmensgeschichte
Das Unternehmen wurde 1926 in Indianapolis in Indiana gegründet. Es gehörte zur französischen Société Weymann von Charles Weymann, der das System der Weymann-Karosserie entwickelt hatte. B. W. Twyman war Präsident, Weymanns Cousin H. Steinbrugge Vizepräsident und Chefingenieur. Anfang 1927 begann die Produktion von Karosserien für Automobile. Hauptabnehmer war die Stutz Motor Car Company of America. Weitere Aufbauten entstanden auf Fahrgestellen des Cord L-29 sowie Duesenberg, Marmon, Peerless und Pierce-Arrow.
1928 wurde John Graham Präsident, A. H. Walker Chefingenieur und E. G. Izod Manager-Direktor. 1932 endete die Produktion.
Ein erhaltener Stutz von 1930 wurde am 11. Oktober 2013 für 77.000 US-Dollar versteigert.